# Hybocoptus
Hybocoptus is een geslacht van spinnen uit de familie hangmatspinnen (Linyphiidae).

## Soorten
De volgende soorten zijn bij het geslacht ingedeeld:
- Hybocoptus corrugis (O. P.-Cambridge, 1875)
- Hybocoptus dubius Denis, 1950
- Hybocoptus ericicola (Simon, 1881)